# ブリストウ56C便不時着水事故
ブリストウ56C便不時着水事故（ブリストウ56Cびんふじちゃくすいじこ、英語:  Bristow Flight 56C ）とはアバディーン空港とブレイ アルファ石油リグ間を飛行するヘリコプターが北海に不時着した事故である。
1995年1月19日、カレンと呼ばれる機体記号：G-TIGKのAS332L スーパー ピューマ ヘリコプターが運航中に雷に打たれたが、乗員乗客合わせて18名の全員が生存した。

## 事故当日のブリストウ56C便

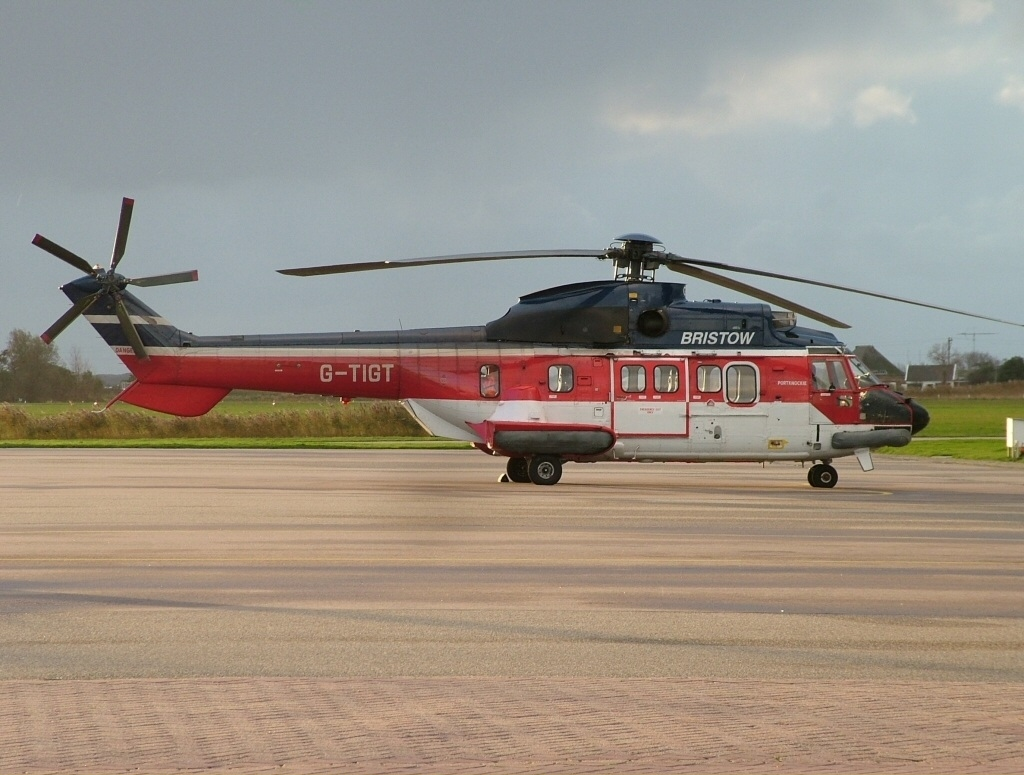
同型機のAS-332

- 乗客：16名
- コックピットクルー:2名
  - 機長：44歳・男性
    - 飛行時間：9,600時間以上

  - 副操縦士：39歳・男性
    - 飛行時間：3,100時間以上

## 事故

引き上げられた事故機

ヘリコプターは飛行中に悪天候に遭遇し、雷が直撃してテールローターを故障させた。ヘリコプターは数分間飛行を続けたが、パイロットは荒波の上への緊急オートローテーションの実行を余儀なくされた。ヘリコプターの緊急用フロートにより乗客と乗組員は救命ボートに避難することができた。高波と悪天候にもかかわらず、乗員乗客は全員無事に救助された。
雷は雲の中で孤立したもので、飛行していたヘリコプターにより誘発された可能性があった。調査により複合材料を使用したブラスストリップ(brass strip)デザインのローターブレードは落雷による爆発とダメージを受けやすいという潜在的な問題が明らかになった。

## 映像化
- メーデー!:航空機事故の真実と真相 第3シーズン第7話「HELICOPTER DOWN」